# Tân Tiến, Cà Mau
Tân Tiến là một xã thuộc tỉnh Cà Mau, Việt Nam.

## Địa lý
Xã Tân Tiến có vị trí địa lý:
- Phía đông giáp Biển Đông
- Phía tây giáp xã Đầm Dơi và xã Thanh Tùng
- Phía nam giáp xã Tam Giang
- Phía bắc giáp Tân Thuận.

Xã Tân Tiến có diện tích 207,2 km², dân số năm 2024 là 33.994 người, mật độ dân số đạt 164 người/km².

## Lịch sử
Xã Nguyễn Huân được đặt theo tên một liệt sĩ Việt Nam Nguyễn Văn Huân.
Ngày 25 tháng 7 năm 1979, Hội đồng Chính phủ ban hành Quyết định số 275-CP về việc chia xã Tân Tiến thuộc huyện Ngọc Hiển thành 4 xã: Nguyễn Huân, Long Hòa, Tân Tiến, Phú Hải.
Ngày 17 tháng 12 năm 1984, Hội đồng Bộ trưởng ban hành Quyết định số 168-HĐBT về việc đổi tên huyện Ngọc Hiển thành huyện Đầm Dơi. Khi đó, xã Nguyễn Huân và xã Tân Tiến thuộc huyện Đầm Dơi.
Ngày 2 tháng 2 năm 1991, Ban Tổ chức – Cán bộ của Chính phủ ban hành Quyết định số 51/QĐ-TCCP về việc sáp nhập xã Phú Hải vào xã Nguyễn Huân.
Ngày 6 tháng 11 năm 1996, Quốc hội ban hành Nghị quyết về việc chia tỉnh Minh Hải thành tỉnh Bạc Liêu và tỉnh Cà Mau. Khi đó, xã Nguyễn Huân và xã Tân Tiến thuộc huyện Đầm Dơi, tỉnh Cà Mau.
Ngày 2 tháng 11 năm 2021, UBND tỉnh Cà Mau ban hành Quyết định số 2343/QĐ-UBND về việc công nhận đô thị Nguyễn Huân (xã Nguyễn Huân) là đô thị loại V.
Tính đến ngày 31/12/2024:
- Xã Tân Tiến có 10 ấp: Tân Hiệp, Tân Hòa, Tân Long, Tân Long A, Tân Long B, Tân Thành, Thuận Long, Thuận Long A, Thuận Tạo, Thuận Thành.
- Xã Nguyễn Huân có 10 ấp: Chánh Tài, Hải An, Hiệp Dư, Hòa Hiệp, Hồng Phước, Mai Hoa, Minh Hùng, Phú Thuận, Tân Thành, Vàm Đầm.

Ngày 12 tháng 6 năm 2025, Quốc hội ban hành Nghị quyết số 202/2025/QH15 về việc sắp xếp đơn vị hành chính cấp tỉnh (nghị quyết có hiệu lực từ ngày 12 tháng 6 năm 2025). Theo đó, sáp nhập tỉnh Bạc Liêu vào tỉnh Cà Mau.
Ngày 16 tháng 6 năm 2025, Ủy ban Thường vụ Quốc hội ban hành Nghị quyết số 1655/NQ-UBTVQH15 về việc sắp xếp các đơn vị hành chính cấp xã của tỉnh Cà Mau năm 2025 (nghị quyết có hiệu lực từ ngày 16 tháng 6 năm 2025). Theo đó, sáp nhập toàn bộ 114,1 km² diện tích tự nhiên, quy mô dân số là 18.318 người xã Nguyễn Huân thuộc huyện Đầm Dơi vào toàn bộ 93,1 km² diện tích tự nhiên, quy mô dân số là 15.676 người xã Tân Tiến thuộc huyện Đầm Dơi.
Xã Tân Tiến có 207,2 km² diện tích tự nhiên và quy mô dân số là 33.994 người.